# Rosa y Espina
Rosa y Espina son las dos personalidades de una villana de las publicaciones de DC Comics durante la Edad de Oro.
Espina (Rose Canton) es una mujer con una personalidad dividida cuya personalidad maligna tiene la habilidad de controlar plantas. En un principio, ella y sus matones se enfrentaban a Flash. Después de ser (aparentemente) curada de Espina, Rose se casó con Alan Scott (el Linterna Verde de la Edad de Oro) y tuvieron dos hijos, Jennie-Lynn Hayden y Todd James Rice. Luego de que resurgiera su locura, Rose se suicidó.
Años después, apareció una segunda Espina, Rhosyn Forrest. Antes de Crisis en las Tierras Infinitas, Rose Canton proviene de Tierra-2 y Rhosyn Forrest de Tierra-1.

## Historia
Cuando era una niña, Rose Canton usaba a un amigo imaginario, "Espina", para desviar la culpa de haber hecho cosas malas. Tras varios años, Espina se volvió una persona real en la cabeza de Rose. Cuando llegó a ser una adulta, Rose estaba estudiando biología en la isla de Tashimi, donde se expuso a la savia de una rara planta tropical, que la transformó en Espina. Después de matar a su profesor, Hollis, volvió a su verdadera personalidad, Rose. Ella regresó a Estados Unidos y se estableció en Keystone City donde dirigió una banda criminal que asediaba a Flash. Cuando Rose no estaba bajo el control de la personalidad de Espina, ella se acercaba a Jay Garrick (Flash) pidiendo ayuda, clamando ser la hermana de Espina.
Las amazonas de Themyscira se encargaron del tratamiento psicológico y aparentemente lograron deshacer a Rose de la personalidad de Espina. Durante el período de su recuperación, Rose se enamoró de Alan Scott. Tiñiendo su pelo de color negro, ella asumió la identidad de Alyx Florin y románticamente persiguió a Scott, así terminaron los dos casándose. Un trágico descubrimiento fue que durante la luna de miel Espina regresó. La personalidad de Rose previno que La Espina matara a Scott y, finalmente, ella eligió alejarse de su esposo. Scott terminó prefiriendo pensar que ella se quemó en la cabaña. Su breve luna de miel resultó en la concepción de gemelos, dos bebés que se convertirían en Jade y Obsidian.
Espina continuó peleando con Alan Scott, quien seguía sin saber que ella era su esposa. En la isla de Tashimi, ella enfrentó a su esposo y a sus dos hijos, ambos ahora adultos. Para evitar que La Espina los matara, Rose fatalmente se apuñaló en el corazón.
Se reveló que Rose concibió a un tercer hijo, conocido sólo como Mayflower quien fue miembro del equipo de superhéroes formado por los Estados Unidos, la Fuerza de Julio. Mayflower tiene la habilidad de su madre de hacer crecer plantas. Mayflower habla con acento británico. La identidad de su padre todavía no se ha revelado. Mayflower fue asesinada por Ravan, quien era en el momento un miembro del Escuadrón Suicida, durante el crossover The Janus Directive.

## Poderes y habilidades
La exposición a la savia de una rara planta tropical le dio a Espina control limitado sobre las plantas, especialmente sobre las plantas con tallos espinosos. La savia también fue responsable de convertir a Rose en Espina. Ella tiene también la habilidad de poder girar rápidamente. Espina tiene el conocimiento de Rose sobre botánica y toxinas de plantas.